# SVV (voetbalclub)
SVV (Schiedamse Voetbal Vereniging) is een amateurvoetbalvereniging en voormalig betaaldvoetbalclub uit de plaats en gemeente Schiedam, Zuid-Holland, Nederland.

## Algemeen
De vereniging werd op 8 mei 1904 opgericht als Excelsior, twee jaar later werd dat Voorwaarts. Bij de toetreding tot de landelijke competitie werd de definitieve naam “SVV”. SVV was een volksclub, er speelden vooral arbeiders uit de wijk 'De Gorzen'.

## Standaardelftallen

### Zaterdag
Het standaardelftal in de zaterdagafdeling speelt in het seizoen 2021/22 in de Vierde klasse van het KNVB-district West-II.

#### Competitieresultaten 2015–heden (zaterdag)
| 8 4E |

| 10 4E |

| 8 4D |

| 12 4F |

|  |

| 13* 4F |

| 10* 4F |

| 12 4F |

| 7 5C |

| 10 5A |

- = Dit seizoen werd stopgezet vanwege de uitbraak van het coronavirus. Er werd voor dit seizoen geen officiële eindstand vastgesteld.

| Tweede divisie | Derde divisie | Vierde divisie | Eerste klasse |
| Tweede klasse  | Derde klasse  | Vierde klasse  | Vijfde klasse |

### Zondag

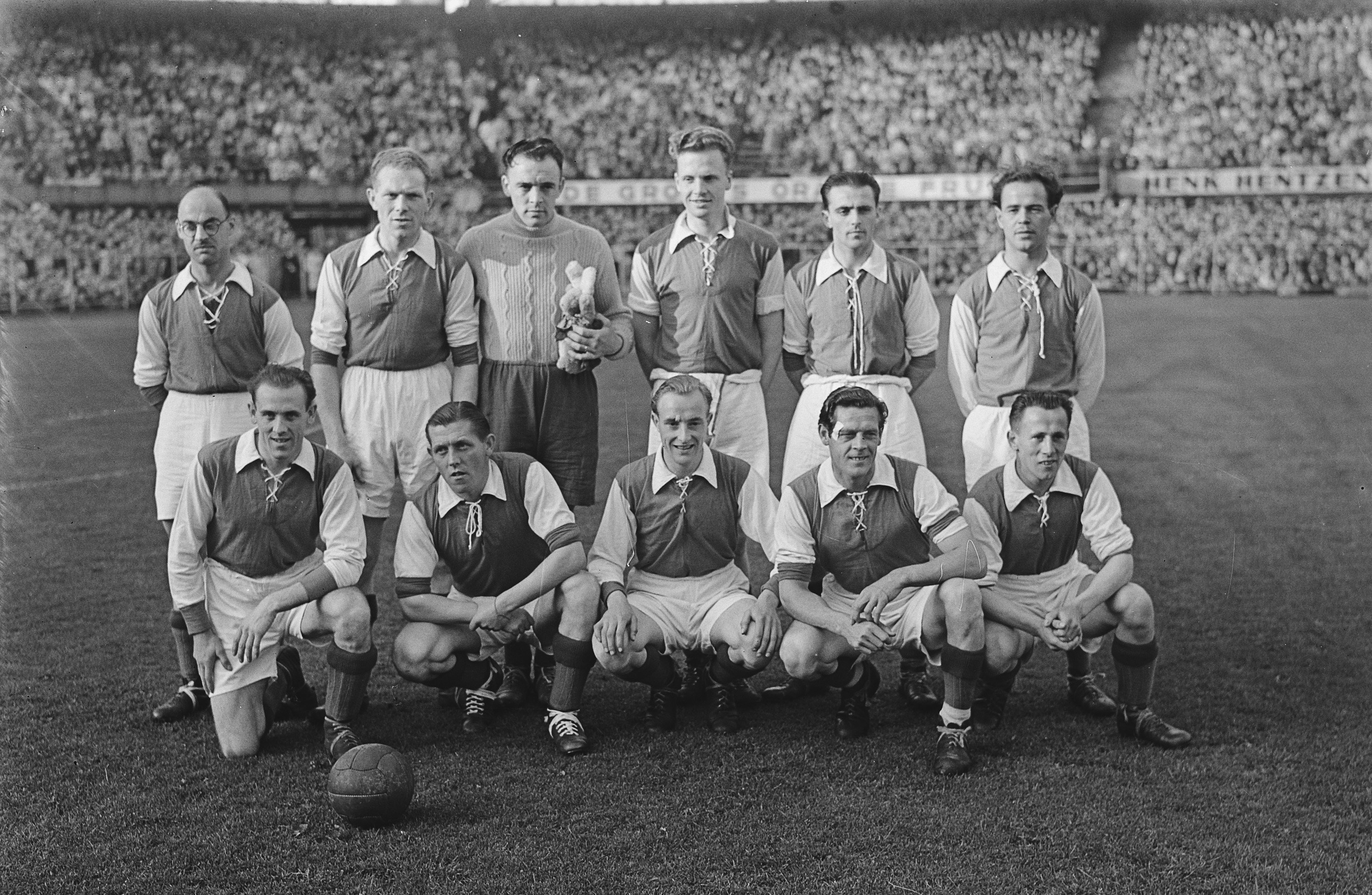
Kampioenselftal in De Kuip (juni 1949)

Het standaardelftal in de zondagafdeling speelt in het seizoen 2021/22 in de Vierde klasse van het KNVB-district Zuid-I (bij gebrek aan de Vierde klasse in West-II).
In 1948 promoveerde dit team naar de Eerste klasse, toenmalig het hoogste voetbalniveau. In het volgende jaar werd meteen het kampioenschap behaald. De club mocht daardoor om het landskampioenschap strijden. Op 4 juni 1949 speelde SVV de beslissende wedstrijd tegen sc Heerenveen met Abe Lenstra in De Kuip, voor 69.300 toeschouwers, een aantal wat daarna nooit meer is geëvenaard. SVV won dit duel met 3-1. Ook won de club in 1949 de eerste Nederlandse Super Cup met 2-0 tegen bekerwinnaar Quick Nijmegen. Het kampioenselftal bestond uit Henk Opschoor, André Corveleijn, Frans Steenbergen, Joop van Meerwijk, Jan van Schijndel, Flip van Kan, Jan Schrumpf, Arij de Bruijn, Henk Könemann, Rinus Gosens en Arie van Lith. Dit waren meteen de enige grote successen van SVV.
Tussen 1955-1991 werd er betaaldvoetbal gespeeld. Als amateurclub trad het in 1988 weer toe tot de KNVB gelederen waar het herstartte in de Vierde klasse zondag. In 1997 ging het een fusie aan met eersteklasser SMC (in 1993 zelf ook ontstaan uit een fusie tussen Martinit en SFC) tot SVVSMC, een club die vier seizoenen in de Hoofdklasse uitkwam. Met ingang van het seizoen 2011/12 speelt de club weer onder de naam SVV, dan inmiddels in de Derde klasse spelend.

#### Erelijst
Landskampioen: 1949
Supercup: 1949

#### Competitieresultaten 1910–2021 (zondag)
N.B. 1997/98-2010/11 als SVVSMC
| 4 3A |

| 7 3A |

| 4 3A |

| 1 3A |

| 5 2A |

| 4 |

| 4 2A |

| 3 2B |

| 11 1B |

| 8 1B |

| 8 |

| 7 |

| 9 |

| 9 |

| 10 |

| 7 2B |

| 6 2A |

| 2 2A |

| 6 2B |

| 3 2B |

| 4 2A |

| 2 2B |

| 4 2A |

| 4 2B |

| 4 2A |

| 4 2B |

| 5 2A |

| 1 2A |

| 2 2B |

| 1 2B |

| 2 B |

| 5 2B |

| 4 2B |

| 3 2B |

| 5 2B |

|  |

| 2 2A |

| 1 2B |

| 1 2B |

| 1 |

| 6 |

| 3 1C |

| 7 1C |

| 8 1C |

| 5 1C |

|  |

|  |

|  |

| 8 4C |

| 5 4G |

| 6 4G |

| 4 4G |

| 1 4G |

| 2 3D |

| 2 3D |

| 1 3D |

| 7 2C |

| 7 1B |

| 3 1B |

| 2 1B |

| 9 A |

| 13 A |

| 1 1B |

| 9 A |

| 13 A |

| 11 1B |

| 12 2D |

| 7 3C |

| 2 3B |

| 12 2D |

| 6 3B |

| 4 3B |

| 2 3C |

| 4 3D |

| 13 3D |

| 7 4B |

| 1 4B |

| 1 3B |

| 6 2D |

|  |

| 13* 4C |

- = Dit seizoen werd stopgezet vanwege de uitbraak van het coronavirus. Er werd voor dit seizoen geen officiële eindstand vastgesteld.

| Hoofdklasse | Eerste klasse | Overgangsklasse | Tweede klasse | Derde klasse | Vierde klasse | Noodcompetitie |

In elke staaf van de grafiek staat van boven naar beneden vermeld: 
- Eindnotering

Dit is de positie die de club heeft bereikt in de competitie, zonder eventuele beslissings-, play-off- of nacompetitiewedstrijden die nodig zijn geweest om bijvoorbeeld de kampioen van de competitie te bepalen.
Indien een * achter het getal staat is de notering een tussenstand en kan het zijn dat de notering niet overeenkomt met de uiteindelijke eindstand van de competitie.
Staat er een - dan is het seizoen nog bezig en is er geen definitieve uitslag bekend.
Staat er xx op de positie van de notering, dan heeft de club vroegtijdig de competitie verlaten. Dit kan onder andere komen door terugtrekking van het team, faillissement van de club of door een uitgedeelde straf van de KNVB. In veel gevallen staat elders in het artikel de reden vermeld.
Staat er een ? dan is het resultaat uit het verleden onbekend, en is alleen de competitie of het niveau bekend van dat seizoen.
In de seizoenen 2019/20 en 2020/21 werd wegens de coronacrisis het amateurvoetbal afgebroken. Daardoor kennen deze staven geen eindklassering (middels -- weergegeven).
- Competitieniveau en afdelingsletter of Officiële eindstand Eredivisie
  - Competitieniveau en afdelingsletter

Hierbij geeft het getal het niveau weer, dat ook terug te vinden is in de legenda. De letter is de afdelingsaanduiding en wordt gebruikt wanneer er meer afdelingen zijn op hetzelfde niveau. De afdelingsletter is altijd een hoofdletter en wordt meestal zonder nummer gebruikt.
Voorbeeld: 2F is niveau 2e klasse competitie F.
Het competitieniveau en nummer wordt niet vermeld wanneer er slechts één competitie van dit niveau was.
  - Officiële eindstand Eredivisie (getal staat tussen haakjes vermeld)

Sinds de introductie van play-offwedstrijden voor Europees voetbal na afloop van de reguliere competitie in 2005/06, is de KNVB verplicht een eindstand van de Eredivisie door te geven aan de UEFA aan de hand van deze play-offwedstrijden.
Bij deze eindstand staan clubs die zich hebben gekwalificeerd voor Europees voetbal hoger dan clubs die zich niet wisten te kwalificeren. Indien er geen verschil was tussen de eindnotering en de officiële eindstand, staat dit getal niet vermeld.

- Onderafdeling

Hier staat afgekort de naam van de onderafdeling indien de club in dat jaar in een onderafdeling uitkwam. Tevens staat deze afkorting in de legenda en wordt gelinkt naar het artikel over deze onderafdeling. Deze afkorting wordt alleen vermeld wanneer de club in het verleden in verschillende onderafdelingen heeft gespeeld. Deze vermelding is in de staaf altijd in kleine letters. Deze onderafdelingen zijn na het seizoen 1995/96 afgeschaft. Heeft de club in slechts één onderafdeling gespeeld, dan is dit alleen terug te vinden in de legenda.
Onder de staaf staat het jaartal vermeld waarin het seizoen is afgesloten. 15 verwijst naar het seizoen 2014/15 of eventueel het seizoen 1914/15.
Wanneer een staaf leeg is, zijn deze gegevens niet bekend. Het kan ook zijn dat de club dat seizoen niet heeft meegespeeld op het hogere amateurniveau, vroegtijdig de competitie heeft verlaten of uit de competitie is gezet.

In het seizoen 1944/45 was er wegens de Tweede Wereldoorlog geen regulier competitievoetbal.

## Betaald voetbal
Bij het intreden in het betaald voetbal speelde de club vooral in de eerste divisie, twee maal werd de eredivisie bereikt. De eerste keer was in 1969, toen oud-speler Rinus Gosens trainer van de club was. In het debuutseizoen in de eredivisie eindigde SVV op de laatste plaats en degradeerde de club direct weer naar de eerste divisie. Dit seizoen was het enige seizoen in de eredivisie waarin SVV de thuiswedstrijden op Sportpark Harga in Schiedam speelde.
In 1988 leek de club failliet te gaan, maar autohandelaar John van Dijk redde de club. Wim Jansen werd technisch directeur en Dick Advocaat trainer. Meteen het jaar erna werd SVV kampioen van de eerste divisie en promoveerde. Doordat het stadion in Schiedam door de KNVB niet geschikt werd bevonden voor eredivisiewedstrijden, werden de thuiswedstrijden in De Kuip in Rotterdam gespeeld. SVV handhaafde zich met een zestiende plaats in de eredivisie. Toen nieuwbouw in Schiedam niet lukte, besloot John van Dijk tot een fusie met Dordrecht'90. De nieuwe club SVV/Dordrecht'90 ging aan de Krommedijk in Dordrecht eredivisie spelen en na een seizoen verdween SVV al uit de naam en kwam er een definitief einde aan het profvoetbal tijdperk van SVV.

### Erelijst
kampioen Eerste divisie: 1969, 1990

### Competitieresultaten 1955–1991
| 4 B |

| 15 B |

| 5 A |

| 7 A |

| 5 A |

| 13 A |

| 6 B |

| 7 A |

| 12 B |

| 12 B |

| 5 B |

| 2 B |

| 14 |

| 16 |

| 1 |

| 18 |

| 15 |

| 17 |

| 13 |

| 9 |

| 15 |

| 19 |

| 16 |

| 15 |

| 14 |

| 17 |

| 14 |

| 9 |

| 9 |

| 17 |

| 12 |

| 11 |

| 14 |

| 15 |

| 8 |

| 1 |

| 16 |

| Eredivisie | Hoofdklasse (profniveau) | Eerste divisie | Eerste klasse (profniveau) | Tweede divisie |

### Seizoensoverzichten
| Resultaten van SVV sinds de toetreding in het betaald voetbal in 1954 | Resultaten van SVV sinds de toetreding in het betaald voetbal in 1954 | Resultaten van SVV sinds de toetreding in het betaald voetbal in 1954 | Resultaten van SVV sinds de toetreding in het betaald voetbal in 1954 | Resultaten van SVV sinds de toetreding in het betaald voetbal in 1954 | Resultaten van SVV sinds de toetreding in het betaald voetbal in 1954 | Resultaten van SVV sinds de toetreding in het betaald voetbal in 1954 | Resultaten van SVV sinds de toetreding in het betaald voetbal in 1954 | Resultaten van SVV sinds de toetreding in het betaald voetbal in 1954 | Resultaten van SVV sinds de toetreding in het betaald voetbal in 1954 | Resultaten van SVV sinds de toetreding in het betaald voetbal in 1954 | Resultaten van SVV sinds de toetreding in het betaald voetbal in 1954 | Resultaten van SVV sinds de toetreding in het betaald voetbal in 1954                                                                             |
| Seizoen                                                               | Competitie                                                            | Competitie                                                            | Competitie                                                            | Competitie                                                            | Competitie                                                            | Competitie                                                            | Competitie                                                            | Competitie                                                            | Competitie                                                            | Kwalificatie                                                          | KNVB beker                                                            | Bijzonderheid |
| Seizoen                                                               | Divisie                                                               | GW                                                                    | W                                                                     | G                                                                     | V                                                                     | PNT                                                                   | DV                                                                    | DT                                                                    | POS                                                                   | Kwalificatie                                                          | KNVB beker                                                            | Bijzonderheid |
| --------------------------------------------------------------------- | --------------------------------------------------------------------- | --------------------------------------------------------------------- | --------------------------------------------------------------------- | --------------------------------------------------------------------- | --------------------------------------------------------------------- | --------------------------------------------------------------------- | --------------------------------------------------------------------- | --------------------------------------------------------------------- | --------------------------------------------------------------------- | --------------------------------------------------------------------- | --------------------------------------------------------------------- | --- |
| 1954/55                                                               | Eerste klasse D                                                       | 9                                                                     | 7                                                                     | 1                                                                     | 1                                                                     | 15                                                                    | 22                                                                    | 10                                                                    | 2e                                                                    | –                                                                     | Geen bekertoernooi                                                    | SVV treedt toe tot het betaald voetbal De competitie werd na de fusie van de KNVB en de NBVB niet afgemaakt. Alle teams werden opnieuw ingedeeld. |
| 1954/55                                                               | Eerste klasse B                                                       | 26                                                                    | 11                                                                    | 6                                                                     | 9                                                                     | 28                                                                    | 53                                                                    | 50                                                                    | 4e                                                                    | Hoofdklasse                                                           | Geen bekertoernooi                                                    | SVV treedt toe tot het betaald voetbal De competitie werd na de fusie van de KNVB en de NBVB niet afgemaakt. Alle teams werden opnieuw ingedeeld. |
| 1955/56                                                               | Hoofdklasse B                                                         | 34                                                                    | 9                                                                     | 6                                                                     | 19                                                                    | 24                                                                    | 57                                                                    | 69                                                                    | 15e                                                                   | Eerste divisie                                                        | Geen bekertoernooi                                                    | |
| 1956/57                                                               | Eerste divisie A                                                      | 30                                                                    | 14                                                                    | 7                                                                     | 9                                                                     | 35                                                                    | 60                                                                    | 46                                                                    | 5e                                                                    | –                                                                     | 3e ronde                                                              | – |
| 1957/58                                                               | Eerste divisie A                                                      | 30                                                                    | 14                                                                    | 6                                                                     | 10                                                                    | 34                                                                    | 59                                                                    | 54                                                                    | 7e                                                                    | –                                                                     | 2e ronde                                                              | – |
| 1958/59                                                               | Eerste divisie A                                                      | 30                                                                    | 15                                                                    | 4                                                                     | 11                                                                    | 34                                                                    | 49                                                                    | 50                                                                    | 5e                                                                    | –                                                                     | Voorronde                                                             | – |
| 1959/60                                                               | Eerste divisie A                                                      | 30                                                                    | 8                                                                     | 7                                                                     | 15                                                                    | 23                                                                    | 35                                                                    | 50                                                                    | 13e                                                                   | –                                                                     | Geen bekertoernooi                                                    | – |
| 1960/61                                                               | Eerste divisie B                                                      | 34                                                                    | 14                                                                    | 7                                                                     | 13                                                                    | 35                                                                    | 52                                                                    | 60                                                                    | 6e                                                                    | –                                                                     | Groepsfase                                                            | – |
| 1961/62                                                               | Eerste divisie A                                                      | 34                                                                    | 15                                                                    | 11                                                                    | 8                                                                     | 41                                                                    | 50                                                                    | 42                                                                    | 7e                                                                    | Nacompetitie                                                          | 3e ronde                                                              | Degradatiewedstrijd tegen SHS (0–2) |
| 1962/63                                                               | Tweede divisie B                                                      | 32                                                                    | 8                                                                     | 12                                                                    | 12                                                                    | 28                                                                    | 50                                                                    | 63                                                                    | 12e                                                                   | –                                                                     | 1e ronde                                                              | – |
| 1963/64                                                               | Tweede divisie B                                                      | 30                                                                    | 8                                                                     | 9                                                                     | 13                                                                    | 25                                                                    | 54                                                                    | 62                                                                    | 12e                                                                   | –                                                                     | 1e ronde                                                              | – |
| 1964/65                                                               | Tweede divisie B                                                      | 28                                                                    | 15                                                                    | 5                                                                     | 8                                                                     | 35                                                                    | 51                                                                    | 43                                                                    | 5e                                                                    | –                                                                     | Kwartfinale                                                           | – |
| 1965/66                                                               | Tweede divisie B                                                      | 28                                                                    | 17                                                                    | 4                                                                     | 7                                                                     | 38                                                                    | 63                                                                    | 37                                                                    | 2e                                                                    | Rechtstreekse promotie                                                | Groepsfase                                                            | – |
| 1966/67                                                               | Eerste divisie                                                        | 38                                                                    | 10                                                                    | 12                                                                    | 16                                                                    | 32                                                                    | 50                                                                    | 67                                                                    | 14e                                                                   | –                                                                     | Geen deelname                                                         | – |
| 1967/68                                                               | Eerste divisie                                                        | 36                                                                    | 7                                                                     | 13                                                                    | 16                                                                    | 27                                                                    | 43                                                                    | 66                                                                    | 16e                                                                   | –                                                                     | Groepsfase                                                            | – |
| 1968/69                                                               | Eerste divisie                                                        | 34                                                                    | 21                                                                    | 5                                                                     | 8                                                                     | 47                                                                    | 71                                                                    | 44                                                                    | 1e                                                                    | Rechtstreekse promotie                                                | 2e ronde                                                              | – |
| 1969/70                                                               | Eredivisie                                                            | 34                                                                    | 5                                                                     | 5                                                                     | 24                                                                    | 15                                                                    | 31                                                                    | 90                                                                    | 18e                                                                   | Rechtstreekse degradatie                                              | 1e ronde                                                              | – |
| 1970/71                                                               | Eerste divisie                                                        | 30                                                                    | 5                                                                     | 13                                                                    | 12                                                                    | 23                                                                    | 34                                                                    | 46                                                                    | 15e                                                                   | –                                                                     | 3e ronde                                                              | – |
| 1971/72                                                               | Eerste divisie                                                        | 40                                                                    | 12                                                                    | 10                                                                    | 18                                                                    | 34                                                                    | 44                                                                    | 54                                                                    | 17e                                                                   | –                                                                     | 1e ronde                                                              | – |
| 1972/73                                                               | Eerste divisie                                                        | 38                                                                    | 8                                                                     | 17                                                                    | 13                                                                    | 33                                                                    | 26                                                                    | 41                                                                    | 13e                                                                   | –                                                                     | 3e ronde                                                              | – |
| 1973/74                                                               | Eerste divisie                                                        | 38                                                                    | 14                                                                    | 11                                                                    | 13                                                                    | 39                                                                    | 41                                                                    | 55                                                                    | 9e                                                                    | –                                                                     | 1e ronde                                                              | – |
| 1974/75                                                               | Eerste divisie                                                        | 36                                                                    | 9                                                                     | 10                                                                    | 17                                                                    | 28                                                                    | 34                                                                    | 52                                                                    | 15e                                                                   | –                                                                     | 1e ronde                                                              | – |
| 1975/76                                                               | Eerste divisie                                                        | 36                                                                    | 6                                                                     | 9                                                                     | 21                                                                    | 21                                                                    | 31                                                                    | 76                                                                    | 19e                                                                   | –                                                                     | 3e ronde                                                              | – |
| 1976/77                                                               | Eerste divisie                                                        | 36                                                                    | 8                                                                     | 8                                                                     | 20                                                                    | 24                                                                    | 35                                                                    | 59                                                                    | 16e                                                                   | –                                                                     | 2e ronde                                                              | – |
| 1977/78                                                               | Eerste divisie                                                        | 36                                                                    | 7                                                                     | 11                                                                    | 18                                                                    | 25                                                                    | 44                                                                    | 75                                                                    | 15e                                                                   | –                                                                     | 2e ronde                                                              | – |
| 1978/79                                                               | Eerste divisie                                                        | 36                                                                    | 11                                                                    | 9                                                                     | 16                                                                    | 31                                                                    | 42                                                                    | 48                                                                    | 14e                                                                   | –                                                                     | 1e ronde                                                              | – |
| 1979/80                                                               | Eerste divisie                                                        | 36                                                                    | 7                                                                     | 8                                                                     | 21                                                                    | 22                                                                    | 51                                                                    | 90                                                                    | 17e                                                                   | –                                                                     | 2e ronde                                                              | – |
| 1980/81                                                               | Eerste divisie                                                        | 36                                                                    | 10                                                                    | 13                                                                    | 13                                                                    | 33                                                                    | 35                                                                    | 47                                                                    | 14e                                                                   | –                                                                     | 2e ronde                                                              | – |
| 1981/82                                                               | Eerste divisie                                                        | 34                                                                    | 12                                                                    | 9                                                                     | 13                                                                    | 33                                                                    | 44                                                                    | 40                                                                    | 9e                                                                    | –                                                                     | 1e ronde                                                              | – |
| 1982/83                                                               | Eerste divisie                                                        | 30                                                                    | 10                                                                    | 10                                                                    | 10                                                                    | 30                                                                    | 42                                                                    | 55                                                                    | 9e                                                                    | –                                                                     | 1e ronde                                                              | – |
| 1983/84                                                               | Eerste divisie                                                        | 32                                                                    | 3                                                                     | 8                                                                     | 21                                                                    | 14                                                                    | 36                                                                    | 73                                                                    | 17e                                                                   | –                                                                     | 1e ronde                                                              | – |
| 1984/85                                                               | Eerste divisie                                                        | 34                                                                    | 9                                                                     | 11                                                                    | 14                                                                    | 29                                                                    | 50                                                                    | 57                                                                    | 12e                                                                   | –                                                                     | 1e ronde                                                              | – |
| 1985/86                                                               | Eerste divisie                                                        | 36                                                                    | 11                                                                    | 11                                                                    | 14                                                                    | 33                                                                    | 59                                                                    | 68                                                                    | 11e                                                                   | –                                                                     | 2e ronde                                                              | – |
| 1986/87                                                               | Eerste divisie                                                        | 36                                                                    | 11                                                                    | 8                                                                     | 17                                                                    | 30                                                                    | 49                                                                    | 68                                                                    | 14e                                                                   | –                                                                     | 2e ronde                                                              | – |
| 1987/88                                                               | Eerste divisie                                                        | 36                                                                    | 11                                                                    | 7                                                                     | 18                                                                    | 29                                                                    | 57                                                                    | 72                                                                    | 15e                                                                   | –                                                                     | 3e ronde                                                              | – |
| 1988/89                                                               | Eerste divisie                                                        | 36                                                                    | 14                                                                    | 9                                                                     | 13                                                                    | 37                                                                    | 50                                                                    | 52                                                                    | 8e                                                                    | –                                                                     | 1e ronde                                                              | – |
| 1989/90                                                               | Eerste divisie                                                        | 36                                                                    | 26                                                                    | 6                                                                     | 4                                                                     | 58                                                                    | 67                                                                    | 21                                                                    | 1e                                                                    | Rechtstreekse promotie                                                | 3e ronde                                                              | – |
| 1990/91                                                               | Eredivisie                                                            | 34                                                                    | 8                                                                     | 8                                                                     | 18                                                                    | 24                                                                    | 31                                                                    | 52                                                                    | 16e                                                                   | Nacompetitie                                                          | 3e ronde                                                              | Degradatiewedstrijden tegen NAC (4–1 & 1–1) SVV fuseert met Dordrecht'90 tot SVV/Dordrecht'90                                                     |

### Bekende en prominente (oud-)spelers
- Maarten Atmodikoro
- Gerald Baars
- Iliass Bel Hassani
- Winston Bogarde
- Dick van Dijk
- Ruud van Dijk
- Peet Geel
- Rinus Gosens
- Ali El Khattabi
- Henk Könemann
- Aad Koudijzer
- Jan Lecker
- Jos Luhukay
- Hans Loovens
- Bas van Noortwijk
- Ard Oosterlee
- Cor Peitsman
- Ton Pansier
- Sándor Popovics
- Aad Putters
- Piet Romeijn
- Jan van Schijndel
- Jan Schrumpf
- Peter van Velzen

### Topscorers
- 1954/55:  Henk Könemann (8)
- 0000000  Peet Geel (14)
- 1955/56:  Henk Könemann (23)
- 1956/57:  Henk Könemann (16)
- 1957/58:  Corrie Corbeau (16)
- 1958/59:  Corrie Corbeau (22)
- 1959/60:  Gerrit van Pelt (7)
- 1960/61:  Joop Herwig (12)
- 1961/62:  Joop Herwig (12)
- 1962/63:  Jan Allart (11)
- 1963/64:  Aad Osterholt (10)
- 1964/65:  Dick van Dijk (13)
0000000  Wout van Meeteren (13)
- 1965/66:  Dick van Dijk (26)
- 1966/67:  Dick van Dijk (14)
- 1967/68:  Wout van Meeteren (20)
- 1968/69:  Aad Koudijzer (32)
- 1969/70:  Aad Koudijzer (8)
- 1970/71:  Hans Bassant (10)
- 1971/72:  Wout van Meeteren (18)
- 1972/73:  Jan Groeneweg (8)
- 1973/74:  Jan Groeneweg (15)
- 1974/75:  Jan Groeneweg (11)
- 1975/76:  Bart Kreft (8)
- 1976/77:  Wim de Haan (8)
0000000  Cor Huigen (8)
- 1977/78:  Cor Peitsman (14)
- 1978/79:  Cor Peitsman (16)
- 1979/80:  Cor Peitsman (12)
- 1980/81:  Bart Kreft (6)
0000000  Ferry Meerhof (6)
0000000  Harry Meijboom (6)
- 1981/82:  Cor Peitsman (11)
- 1982/83:  Jan Könemann (11)
- 1983/84:  Jan Könemann (8)
- 1984/85:  Peter van Velzen (28)
- 1985/86:  Glenn Sonneville (15)
- 1986/87:  Glenn Sonneville (12)
- 1987/88:  Frenk van der Kleij (15)
- 1988/89:  Ard Oosterlee (15)
- 1989/90:  Peter van Velzen (24)
- 1990/91:  Virgil Breetveld (5)

### Trainers
- 1947–1949:  Kees van Dijke
- 1949–1951:  Toon Bergkotte
- 1951–1953:  Coen Delsen
- 1953–1956:  Arie de Bruijn
- 1956–1957:  Toon van den Enden
- 1957–1959:  Arie de Vroet
- 1959–1964:  Hans Croon
- 1964–1970:  Rinus Gosens
- 1970–1972:  Jan Bens
- 1972–1973:  Rinus Gosens
- 1973–1975:  Bob Maaskant
- 1975–1977:  Leo Halkes
- 1977–1980:  Pim Visser
- 1980–1981:  Sándor Popovics
- 1981–1982:  Rob Jacobs
- 1982–1983:  Nol de Ruiter
- 1983–1984:  Huib Ruijgrok
- 0000–1984:  Pim Visser (a.i.)
- 1984–1987:  Dick Buitelaar
- 1987–1988:  Sándor Popovics
- 1988–1989:  Jan van der Velden &  Piet de Wolf
- 1989–1991:  Dick Advocaat

Excelsior '20 · HBSS · Hermes DVS · PPSC · VV Kethel Spaland · SVV

Voormalig: VV DRGS · Hargasport · SC Spaland · SVDPW · VVK '68